# Offshore-Windpark Sheringham Shoal

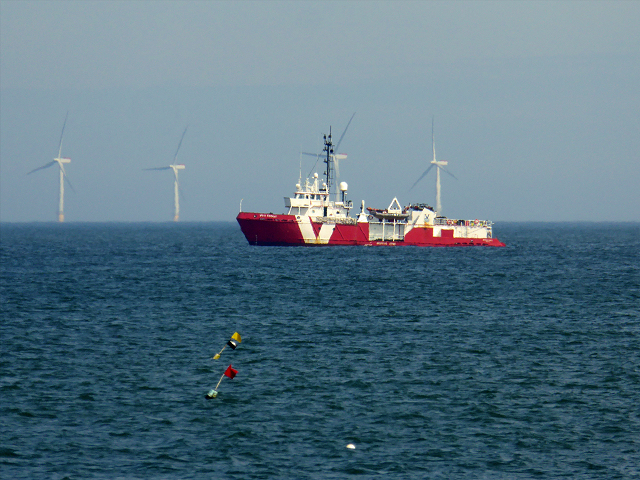
Offshore-Windpark Sheringham Shoal (2015)

Sheringham Shoal ist ein Offshore-Windpark im Vereinigten Königreich in der Nordsee. Er befindet sich 17 Kilometer vor der Küste von Norfolk auf einer Fläche von 35 km². Die Bauarbeiten dauerten von 2009 bis 2011; im Jahr 2012 nahm der Park den Betrieb auf. Das prognostizierte jährliche Regelarbeitsvermögen liegt bei 1,1 TWh, womit etwa 220.000 Haushalte versorgt werden können. Der Windpark gehörte bei seiner Errichtung zu den größten Offshore-Windparks des Landes.

## Geschichte und Bau
2004 wurde das Gebiet von der britischen Regierung als potentielle Fläche für die Offshore-Windenergienutzung lokalisiert, da es wegen der Windgeschwindigkeiten, der Wassertiefe, geringen Fischerei-Aktivitäten und der Erreichbarkeit einige Vorteile aufweist. 2008 bekam die Betreibergesellschaft die Lizenz für den Betrieb.
Im Herbst 2009 begannen die Offshore-Installationsarbeiten. Die erste Turbine wurde im August 2011 installiert; kurz darauf wurde bereits der erste Strom ins Netz eingespeist. Die Arbeiten dauerten bis Juli 2012. Offiziell wurde der Park im September 2012 eröffnet. Während der Bauarbeiten wurde am 30. April 2010 ein Blindgänger entdeckt.
Der Windpark wurde von dem Unternehmen Scira Offshore errichtet, das die Fläche vom Crown Estate für 40 Jahre pachtete. Insgesamt wurden von den norwegischen Investoren 10 Mrd. NOK bzw. 1,8 Mrd. Pfund ausgegeben.
Ein Repowering soll 20 bis 25 Jahre nach Inbetriebnahme stattfinden.

## Technik
Der Windpark besteht aus 88 Windkraftanlagen des Typs Siemens SWT-3,6-107 und verfügt über eine installierte Leistung von zusammen 316,8 MW. Jede Windenergieanlage hat eine Nabenhöhe von 80 Meter und ist mit Monopile-Fundamenten im Meeresboden verankert. Diese haben eine Länge von 50 bis 55 m, ein Gewicht von 400 bis 600 Tonnen sowie einen Durchmesser von etwa 5 m.

## Betrieb
Der Windpark gehörte anfangs zu dem Joint Venture Scira Offshore, das zu Statkraft und Statoil gehört. Die Betriebsführung wird von Statkraft übernommen. Im Dezember 2017 verkaufte Statkraft seinen Anteil an den britischen Fondsmanager Equitix für 558 Millionen britische Pfund. Der Windpark gehört Equitix (40 %), Statoil (40 %) sowie einem Offshore-Wind-Fonds, der von der Green Investment Group verwaltet wird.
Für den Betrieb des Windparks werden 60 Menschen beschäftigt. Es wurde für die ersten fünf Betriebsjahre ein Wartungsvertrag mit Siemens abgeschlossen.
Die Exportkabel, die den Strom von den beiden Umspannplattformen zum Netzverknüpfungspunkt an Land speisen, sind etwa 22 Kilometer lang und arbeiten mit einer Spannung von 145 kV. Die Innerparkverkabelung ist auf Mittelspannungsebene ausgeführt.